# Verso la foce
Verso la foce è una raccolta di quattro racconti d'osservazione di Gianni Celati, scritti peregrinando da Gadesco-Pieve Delmona lungo l'argine e fino alla foce del Po. Il libro può essere considerato anche un diario di viaggio e si collega ad altre esplorazioni in loco fatte con Luigi Ghirri e altri fotografi.